# Brouillards toxiques dans la vallée de la Meuse

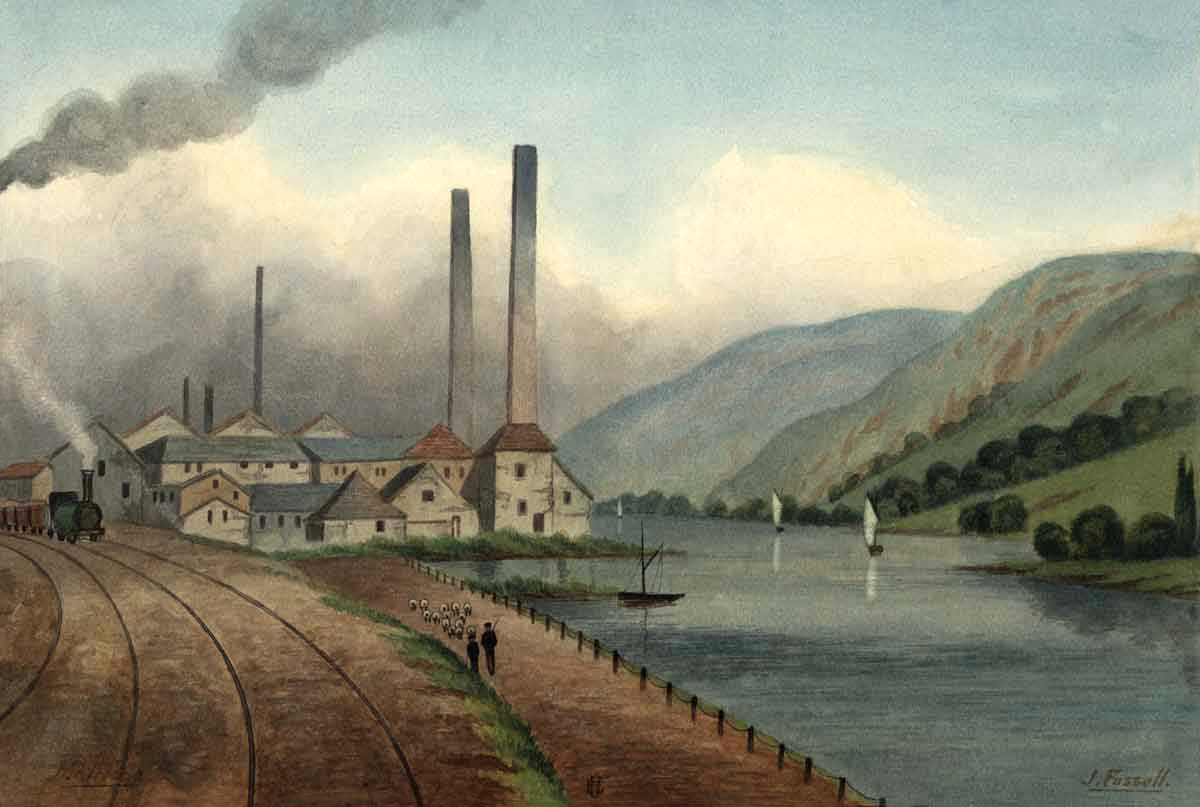
Représentation des usines responsables des Brouillards.

Les brouillards toxiques dans la vallée de la Meuse sont un épisode de très forte pollution atmosphérique ayant eu lieu du 1er au 5 décembre décembre 1930, dans la vallée de la Meuse, de Seraing à Huy, en Belgique).

## Causes et conséquences

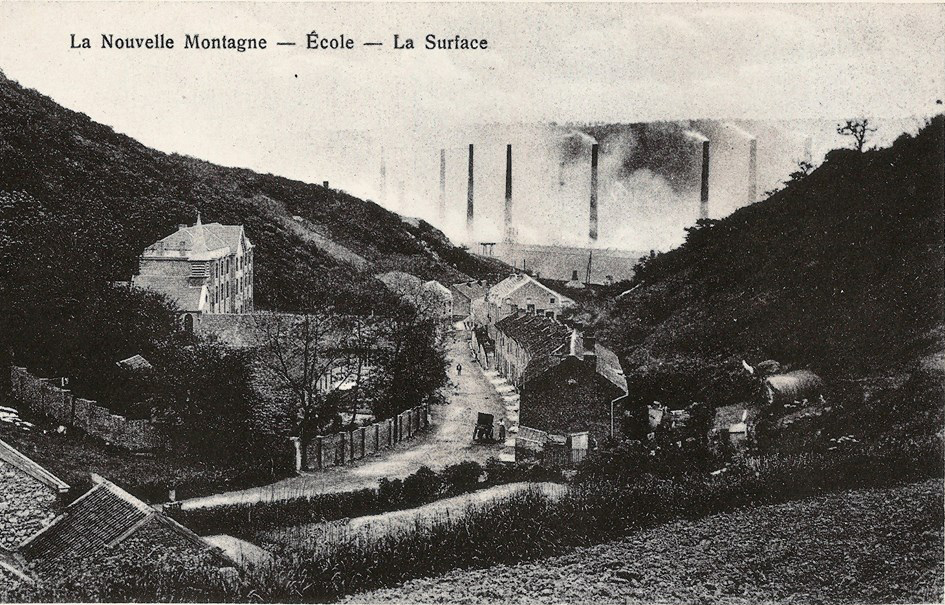
Vue des fumées dégagées par les usines à hauteur de la rue Surface à Engis, sur la rive gauche de la Meuse, circa 1930. Elles masquent quasi complètement la rive droite du fleuve.

Cette pollution, d'origine industrielle (27 importantes usines sidérurgiques locales), a eu pour cause de très mauvaises conditions de dispersion atmosphérique (brouillards intenses, couche d'inversion de température basse et épaisse), associées à de fortes émissions de SO2, de particules en suspension et d'aérosols divers. C'est donc un phénomène extrême de pollution acido-particulaire.
Les conséquences en furent importantes : on a relevé 60 décès dès le troisième jour de brouillard (soit, pour la période de pollution, une mortalité accrue de 10,5 %, par rapport à une période normale). La commune d'Engis en souffrit le plus.
Plusieurs milliers de personnes ont également présenté des problèmes respiratoires graves ; le bétail fut également atteint.
Une commission d'enquête fut formée. En résulta la première étude scientifique au monde sur la mortalité et les maladies liées à la pollution de l'air. 
Elle annonçait la possibilité de nouvelles catastrophes comme celle du Grand_smog_de_Londres.

## Retentissement mondial
La presse diffusa largement l'information, tant en Belgique que dans le monde :
- 6 décembre : The Evening Independent (U.S.A.) : « Mysterious fog in Meuse valley », The Times (Angleterre) : « Over forty deaths in Belgium », Sydney Morning Herald (Australie) : « Fog of death », Rotterdamsch Nieuwsblad (Pays-Bas) : « De doodende mist »

- 7 décembre : New York Times : « Fog brought death only to old and ill. Peasants still in terror », Le Matin (France) : « Le brouillard fait des victimes en Belgique », Het Vaderland (Pays-Bas) : « De moordende mist »

- 8 décembre : L’Humanité (France) : « Un brouillard mortel descend sur neuf villages et tue près de 70 personnes », Canberra Times (Australie) : « The breath of death ».